# L-функция Дирихле
L-функция Дирихле {\displaystyle L_{\chi }(s)} — комплексная функция, заданная при {\displaystyle \operatorname {Re} \,s>0} (при {\displaystyle \operatorname {Re} \,s>1} в случае главного характера) формулой
{\displaystyle L_{\chi }(s)=\sum _{n=1}^{\infty }{\frac {\chi (n)}{n^{s}}}},
где {\displaystyle \chi (n)} — некоторый числовой характер (по модулю k). {\displaystyle L}-функции Дирихле были введены для доказательства теоремы Дирихле о простых числах в арифметической прогрессии, центральным моментом которого является доказательство неравенства {\displaystyle L_{\chi }(1)\neq 0} для неглавных характеров.

## Произведение Эйлера для L-функций Дирихле
В силу мультипликативности числового характера {\displaystyle \chi } {\displaystyle L}-функция Дирихле представима в области {\displaystyle \operatorname {Re} \,s>1} в виде эйлерова произведения по простым числам:
{\displaystyle L_{\chi }(s)=\prod _{p}\left(1-{\frac {\chi (p)}{p^{s}}}\right)^{-1}}.
Эта формула обуславливает многочисленные применения {\displaystyle L}-функций в теории простых чисел.

## Связь с дзета-функцией
{\displaystyle L}-функция Дирихле, соответствующая главному характеру по модулю k, связана с дзета-функцией Римана {\displaystyle \zeta (s)} формулой
{\displaystyle L_{\chi _{0}}(s)=\zeta (s)\prod _{p|k}\left(1-{\frac {1}{p^{s}}}\right)}.
Эта формула позволяет доопределить {\displaystyle L_{\chi _{0}}(s)} для области {\displaystyle Re(s)>0} c простым полюсом в точке {\displaystyle s=1}.

## Функциональное уравнение
Аналогично функции Римана, {\displaystyle L}-функция удовлетворяет похожему функциональному уравнению. 
Определим {\displaystyle \Lambda (\chi ,s)} следующим образом:
если {\displaystyle \Gamma } — гамма-функция, {\displaystyle \chi (-1)=1} — чётный характер, то 
{\displaystyle \Lambda (\chi ,s)=\pi ^{-s/2}\Gamma (s/2)L(\chi ,s)}
Если {\displaystyle \chi (-1)=-1} — нечётный характер, то 
{\displaystyle \Lambda (\chi ,s)=\pi ^{-(s+1)/2}\Gamma ((s+1)/2)L(\chi ,s)}
Пусть также {\displaystyle g(\chi )=\sum \limits _{k=1}^{q}\chi (k)\exp {\frac {2\pi ik}{q}}} — сумма Гаусса характера {\displaystyle \chi }, а {\displaystyle \varepsilon (\chi )={\frac {g(\chi )}{\sqrt {q}}}} для чётного {\displaystyle \chi } и {\displaystyle \varepsilon (\chi )=-i{\frac {g(\chi )}{\sqrt {q}}}} для нечётного {\displaystyle \chi }. Тогда функциональное уравнение принимает вид:
{\displaystyle \Lambda (\chi ,s)=\varepsilon (\chi )q^{1/2-s}\Lambda ({\bar {\chi }},1-s)}